# Bolu
Bolu (en griego: Βιθύνιον - Bithynion -; en latín: Bithynium o Claudiopolis) es una ciudad y un distrito de Turquía, capital de la provincia de Bolu. Cuenta con una población de 107 857 habitantes (2007).
Bolu se encuentra en la antigua autopista entre Estambul y Ankara, que sube el monte Bolu, mientras que la nueva autopista pasa por el túnel del mismo monte, bajo la ciudad.

## Historia

### Antigüedad
Bolu formó parte de los reinos hititas alrededor del año 2000 a. C. y, en el 500 a. C., se convirtió en una de las principales ciudades del reino de Bitinia. Estrabón (XII, 4, 7) menciona una ciudad helenística, Claudiópolis de Bitinia, conocida por sus prados y su queso, que según Pausanias (VIII, 9) fue fundada por arcadios de Mantinea.
En la Antigua Roma, tal y como aparece en las monedas de la época, la ciudad se conocía como Claudiópolis, por el emperador Claudio. Aquí nació Antínoo, favorito y amante del emperador romano Adriano, quien fue generoso con la ciudad; su nombre apareció posteriormente en las monedas de la ciudad. El emperador Teodosio II (408-50) la convirtió en capital de una nueva provincia, formada por Bitinia y Paflagonia y llamada Honorias, en honor al emperador Flavio Honorio.

### Obispado católico
Durante el periodo en el que se conoció como Claudiópolis, fue diócesis titular de Bitinia. Fue la metrópoli religiosa de la provincia (so in all Notitiae episcopatuum). Michel Le Quien (I, 567) menciona a veinte titulares de la diócesis en el siglo XIII. El primero fue San Autónomo, mártir de las persecuciones de Diocleciano.

### Época turca
En 1325, el Imperio otomano conquistó la ciudad y cambió el nombre por el actual (a veces, se conoce como Bolou o Boli). En aquella época, fue capital de un sanjak del vilayet (provincia) de Kastamonu, con 10 000 habitantes (700 griegos, 400 armenios, algunos católicos).

## Bolu en la actualidad
Bolu no es una ciudad muy grande, pero cuenta con un importante sector comercial. Se encuentra rodeado de montes y bosques. Los estudiantes de la universidad y los soldados destinados en Bolu contribuyen en gran medida a la economía local, que tradicionalmente ha dependido de la silvicultura y la artesanía. El día del mercado es el lunes, y gente de los pueblos cercanos acude a realizar su compra semanal.
La principal carretera entre Estambul y Ankara cruzaba el monte Bolu, pero normalmente los viajeros se detenían en los restaurantes de carretera en lugar de entrar en la ciudad. Actualmente, con el túnel del monte Bolu, la mayor parte de la gente no se detiene, en especial en invierno, cuando suelen cerrar la carretera por el hielo y la nieve. Algunas estaciones de servicio de la carretera antigua han anunciado el cierre.
Las especialidades de Bolu incluyen un dulce hecho de avellanas (muy común en la zona) y un perfume con olor a hierba. También se destaca el agua de manantial, o kökez suyu, muy apreciada por los habitantes y que recogen de las fuentes de la ciudad.

## Lugares de interés
El campo que rodea la ciudad de Bolu ofrece numerosos paseos y otras actividades al aire libre. Entre los principales atractivos de la ciudad, destacan:
- Ulu Camii, mezquita del siglo XIV.
- Museo de Bolu, con piezas hititas, romanas, bizantinas, selyúcidas y otomanas. También tiene una sección etnográfica.
- Kaplıcaları, la fuentes termales.
- El lago y el pueblo Gölköy, cerca del campus de la universidad.
- Kartalkaya, estación de esquí, ubicada en la sierra Köroğlu, a 54 km de distancia de la ciudad.